# Mendoncia hymenophyllacea
Mendoncia hymenophyllacea är en akantusväxtart som beskrevs av Carlos Toledo Rizzini. Mendoncia hymenophyllacea ingår i släktet Mendoncia och familjen akantusväxter. Inga underarter finns listade i Catalogue of Life.